# The Evil Women Do
The Evil Women Do è un film muto del 1916 diretto da Rupert Julian. La protagonista del film è Elsie Jane Wilson, moglie del regista. Gli altri interpreti sono Francelia Billington, lo stesso Rupert Julian, Hobart Henley, C. Norman Hammond, Douglas Gerrard, Tom Lockhart e Sydney Deane.
La sceneggiatura di Elliott J. Clawson si basa su La Clique dorée, romanzo di Émile Gaboriau pubblicato a Parigi nel 1871.

## Trama
A Parigi, la fascinosa Ernestine Bergot, dopo aver portato alla rovina il banchiere Malgat, sua prima vittima, si spaccia adesso per una ricca signora inglese, Sarah Brandon, puntando gli occhi sull'anziano conte di Ville Handry. L'uomo perde completamente la testa per lei, deciso a sposarla nonostante le obiezioni di sua figlia Henriette che non riesce a contrastare in nessuna maniera il potere di quella femme fatale tanto pericolosa. Ernestine, invece, sfoderando tutte le sue arti, prende in mano il pieno controllo delle sostanze del conte. Senza più freni e senza che nessuno possa contrastarla, la donna attinge a piene mani dai fondi del patrimonio di famiglia, gettando il conte nella disperazione più nera: consapevole di essere stato un burattino nelle sue mani, Ville Hadry pensa ormai che l'unica soluzione per lui possa essere soltanto il suicidio. Sarà salvato dall'arrivo di Malgat, il banchiere, che dopo essere riuscito a ritrovare Ernestine, la denuncia alle autorità. Ma lei, piuttosto che farsi arrestare, preferirà uccidersi.

## Produzione
Il film, prodotto dalla Bluebird Photoplays (branca della Universal Film Manufacturing Company), aveva come titolo, in origine, The Clique of Gold .

## Distribuzione
Il copyright del film, richiesto dalla Bluebird Photoplays, Inc, fu registrato il 2 settembre 1916 con il numero LP9042.
Distribuito dalla Bluebird Photoplays (Universal Film Manufacturing Company), il film uscì nelle sale cinematografiche statunitensi il 26 settembre 1916.
Non si conoscono copie ancora esistenti della pellicola che viene considerata presumibilmente perduta.